# ピッチャー・オブ・ザ・マンス
ピッチャー・オブ・ザ・マンス (the Pitcher of the Month Award) は、メジャーリーグベースボール(MLB)の賞の1つ。レギュラーシーズンの4月から9月にかけて毎月選出される。ナショナルリーグでは1975年から、アメリカンリーグでは1979年から表彰を始めた。

## 歴代受賞者
| 年       | 月  | ナショナルリーグ                          | ナショナルリーグ                                      | アメリカンリーグ                            | アメリカンリーグ                                    |
| 年       | 月  | 選手                                      | チーム                                                | 選手                                        | チーム                                              |
| -------- | --- | ----------------------------------------- | ----------------------------------------------------- | ------------------------------------------- | --------------------------------------------------- |
| 1970年代 |     |                                           |                                                       |                                             |                                                     |
| 1975年   | 4月 | ドン・サットン                            | ロサンゼルス・ドジャース                              |                                             |                                                     |
| 1975年   | 5月 | ドン・サットン (2)                        | ロサンゼルス・ドジャース                              |                                             |                                                     |
| 1975年   | 6月 | トム・シーバー                            | ニューヨーク・メッツ                                  |                                             |                                                     |
| 1975年   | 7月 | アル・ラボスキー                          | セントルイス・カージナルス                            |                                             |                                                     |
| 1975年   | 8月 | バート・フートン                          | ロサンゼルス・ドジャース                              |                                             |                                                     |
| 1975年   | 9月 | バート・フートン (2)                      | ロサンゼルス・ドジャース                              |                                             |                                                     |
| 1976年   | 4月 | ランディ・ジョーンズ                      | サンディエゴ・パドレス                                |                                             |                                                     |
| 1976年   | 5月 | ランディ・ジョーンズ (2)                  | サンディエゴ・パドレス                                |                                             |                                                     |
| 1976年   | 6月 | アンディ・メッサースミス                  | アトランタ・ブレーブス                                |                                             |                                                     |
| 1976年   | 7月 | ジェリー・クーズマン                      | ニューヨーク・メッツ                                  |                                             |                                                     |
| 1976年   | 8月 | レイ・バーリス                            | シカゴ・カブス                                        |                                             |                                                     |
| 1976年   | 9月 | ドン・サットン (3)                        | ロサンゼルス・ドジャース                              |                                             |                                                     |
| 1977年   | 4月 | トム・シーバー (2)                        | ニューヨーク・メッツ                                  |                                             |                                                     |
| 1977年   | 5月 | ブルース・スーター                        | シカゴ・カブス                                        |                                             |                                                     |
| 1977年   | 6月 | リック・ラッシェル                        | シカゴ・カブス                                        |                                             |                                                     |
| 1977年   | 7月 | リック・ラッシェル (2)                    | シカゴ・カブス                                        |                                             |                                                     |
| 1977年   | 8月 | トム・シーバー (3)                        | シンシナティ・レッズ                                  |                                             |                                                     |
| 1977年   | 9月 | ラリー・クリステンソン                    | フィラデルフィア・フィリーズ                          |                                             |                                                     |
| 1978年   | 4月 | ロス・グリムズリー                        | モントリオール・エクスポズ                            |                                             |                                                     |
| 1978年   | 5月 | ボブ・ネッパー                            | サンフランシスコ・ジャイアンツ                        |                                             |                                                     |
| 1978年   | 6月 | ヴァイダ・ブルー                          | サンフランシスコ・ジャイアンツ                        |                                             |                                                     |
| 1978年   | 7月 | J・R・リチャード                          | ヒューストン・アストロズ                              |                                             |                                                     |
| 1978年   | 8月 | ケント・テカルヴ                          | ピッツバーグ・パイレーツ                              |                                             |                                                     |
| 1978年   | 9月 | ゲイロード・ペリー                        | サンディエゴ・パドレス                                |                                             |                                                     |
| 1979年   | 4月 | ケン・フォーシュ                          | ヒューストン・アストロズ                              | トミー・ジョン                              | ニューヨーク・ヤンキース                            |
| 1979年   | 5月 | ジョー・ニークロ                          | ヒューストン・アストロズ                              | ジム・カーン                                | テキサス・レンジャーズ                              |
| 1979年   | 6月 | ウォーキーン・アンドゥハー                | ヒューストン・アストロズ                              | マーク・クリア                              | カリフォルニア・エンゼルス                          |
| 1979年   | 7月 | ディック・ティドロー                      | シカゴ・カブス                                        | シド・モンジ                                | クリーブランド・インディアンス                      |
| 1979年   | 8月 | リック・ラッシェル (3)                    | シカゴ・カブス                                        | リック・ラングフォード                      | オークランド・アスレチックス                        |
| 1979年   | 9月 | J・R・リチャード (2)                      | ヒューストン・アストロズ                              | リッチ・ゴセージ                            | ニューヨーク・ヤンキース                            |
| 1980年代 |     |                                           |                                                       |                                             |                                                     |
| 1980年   | 4月 | J・R・リチャード (3)                      | ヒューストン・アストロズ                              | デーブ・スティーブ                          | トロント・ブルージェイズ                            |
| 1980年   | 5月 | スティーブ・カールトン                    | フィラデルフィア・フィリーズ                          | チャック・レイニー                          | ボストン・レッドソックス                            |
| 1980年   | 6月 | ジェリー・ロイス                          | ロサンゼルス・ドジャース                              | スティーブ・ストーン                        | ボルチモア・オリオールズ                            |
| 1980年   | 7月 | パット・ザクリー                          | ニューヨーク・メッツ                                  | ラリー・グラ                                | カンザスシティ・ロイヤルズ                          |
| 1980年   | 8月 | リック・ラッシェル (4)                    | シカゴ・カブス                                        | ボブ・スタンリー                            | ボストン・レッドソックス                            |
| 1980年   | 9月 | マーティ・バイストロム                    | フィラデルフィア・フィリーズ                          | ティム・ストダード                          | ボルチモア・オリオールズ                            |
| 1981年   | 4月 | フェルナンド・バレンズエラ                | ロサンゼルス・ドジャース                              | マット・キーオ                              | オークランド・アスレチックス                        |
| 1981年   | 5月 | チャーリー・リー                          | モントリオール・エクスポズ                            | マーク・クリア (2)                          | ボストン・レッドソックス                            |
| 1981年   | 6月 | 50日間に及ぶストライキ                    | 50日間に及ぶストライキ                                | 50日間に及ぶストライキ                      | 50日間に及ぶストライキ                              |
| 1981年   | 7月 | 50日間に及ぶストライキ                    | 50日間に及ぶストライキ                                | 50日間に及ぶストライキ                      | 50日間に及ぶストライキ                              |
| 1981年   | 8月 | リック・キャンプ エド・ウィットソン       | アトランタ・ブレーブス サンフランシスコ・ジャイアンツ | ロン・ギドリー                              | ニューヨーク・ヤンキース                            |
| 1981年   | 9月 | トム・シーバー (4)                        | シンシナティ・レッズ                                  | デニス・マルティネス ラリー・グラ (2)       | ボルチモア・オリオールズ カンザスシティ・ロイヤルズ |
| 1982年   | 4月 | スティーブ・ロジャース                    | モントリオール・エクスポズ                            | ジョフ・ザーン                              | カリフォルニア・エンゼルス                          |
| 1982年   | 5月 | ディック・ルースベン                      | フィラデルフィア・フィリーズ                          | ラマー・ホイト                              | シカゴ・ホワイトソックス                            |
| 1982年   | 6月 | スティーブ・ハウ                          | ロサンゼルス・ドジャース                              | ジム・ビーティー                            | シアトル・マリナーズ                                |
| 1982年   | 7月 | ジョン・キャンデラリア                    | ピッツバーグ・パイレーツ                              | ティッピー・マルティネス                    | ボルチモア・オリオールズ                            |
| 1982年   | 8月 | ノーラン・ライアン                        | ヒューストン・アストロズ                              | ジム・パーマー                              | ボルチモア・オリオールズ                            |
| 1982年   | 9月 | ウォーキーン・アンドゥハー (2)            | セントルイス・カージナルス                            | リック・サトクリフ                          | クリーブランド・インディアンス                      |
| 1983年   | 4月 | パスカル・ペレス                          | アトランタ・ブレーブス                                | リック・ハニカット                          | テキサス・レンジャーズ                              |
| 1983年   | 5月 | ビル・ラスキー                            | サンフランシスコ・ジャイアンツ                        | デーブ・スティーブ (2)                      | トロント・ブルージェイズ                            |
| 1983年   | 6月 | バート・フートン (3)                      | ロサンゼルス・ドジャース                              | チャーリー・ハフ                            | テキサス・レンジャーズ                              |
| 1983年   | 7月 | ジョー・プライス                          | シンシナティ・レッズ                                  | スコット・マクレガー                        | ボルチモア・オリオールズ                            |
| 1983年   | 8月 | ジェシー・オロスコ                        | ニューヨーク・メッツ                                  | ジャック・モリス                            | デトロイト・タイガース                              |
| 1983年   | 9月 | ジョン・デニー                            | フィラデルフィア・フィリーズ                          | リチャード・ドットソン                      | シカゴ・ホワイトソックス                            |
| 1984年   | 4月 | リック・ハニカット (2)                    | ロサンゼルス・ドジャース                              | ジャック・モリス (2)                        | デトロイト・タイガース                              |
| 1984年   | 5月 | ノーラン・ライアン (2)                    | ヒューストン・アストロズ                              | マイク・ボディッカー                        | ボルチモア・オリオールズ                            |
| 1984年   | 6月 | ロン・ダーリング                          | ニューヨーク・メッツ                                  | チャーリー・ハフ (2)                        | テキサス・レンジャーズ                              |
| 1984年   | 7月 | オーレル・ハーシュハイザー                | ロサンゼルス・ドジャース                              | ウィリー・ヘルナンデス                      | デトロイト・タイガース                              |
| 1984年   | 8月 | リック・サトクリフ (2)                    | シカゴ・カブス                                        | ロジャー・クレメンス                        | ボストン・レッドソックス                            |
| 1984年   | 9月 | ドワイト・グッデン                        | ニューヨーク・メッツ                                  | ドイル・アレクサンダー                      | トロント・ブルージェイズ                            |
| 1985年   | 4月 | フェルナンド・バレンズエラ (2)            | ロサンゼルス・ドジャース                              | チャーリー・リーブラント                    | カンザスシティ・ロイヤルズ                          |
| 1985年   | 5月 | アンディ・ホーキンス                      | サンディエゴ・パドレス                                | デーブ・スティーブ (3)                      | トロント・ブルージェイズ                            |
| 1985年   | 6月 | ジョン・テューダー                        | セントルイス・カージナルス                            | ジェイ・ハウエル                            | オークランド・アスレチックス                        |
| 1985年   | 7月 | フェルナンド・バレンズエラ (3)            | ロサンゼルス・ドジャース                              | ブレット・セイバーヘイゲン                  | カンザスシティ・ロイヤルズ                          |
| 1985年   | 8月 | シェーン・ローリー                        | フィラデルフィア・フィリーズ                          | デーブ・リゲッティ                          | ニューヨーク・ヤンキース                            |
| 1985年   | 9月 | ドワイト・グッデン (2)                    | ニューヨーク・メッツ                                  | チャーリー・リーブラント (2)                | カンザスシティ・ロイヤルズ                          |
| 1986年   | 4月 | ドワイト・グッデン (3)                    | ニューヨーク・メッツ                                  | ロジャー・クレメンス (2)                    | ボストン・レッドソックス                            |
| 1986年   | 5月 | ジェフ・リアードン                        | モントリオール・エクスポズ                            | ドン・アース                                | ボルチモア・オリオールズ                            |
| 1986年   | 6月 | リック・ローデン                          | ピッツバーグ・パイレーツ                              | ロジャー・クレメンス (3)                    | ボストン・レッドソックス                            |
| 1986年   | 7月 | トッド・ウォーレル                        | セントルイス・カージナルス                            | ジャック・モリス (3)                        | デトロイト・タイガース                              |
| 1986年   | 8月 | ビル・ガリクソン                          | シンシナティ・レッズ                                  | マイク・ウィット                            | カリフォルニア・エンゼルス                          |
| 1986年   | 9月 | マイク・クルーコウ                        | サンフランシスコ・ジャイアンツ                        | ブルース・ハースト                          | ボストン・レッドソックス                            |
| 1987年   | 4月 | シド・フェルナンデス                      | ニューヨーク・メッツ                                  | ブレット・セイバーヘイゲン (2)              | カンザスシティ・ロイヤルズ                          |
| 1987年   | 5月 | スティーブ・ベドローシアン                | フィラデルフィア・フィリーズ                          | ジム・クランシー                            | トロント・ブルージェイズ                            |
| 1987年   | 6月 | オーレル・ハーシュハイザー (2)            | ロサンゼルス・ドジャース                              | スティーブ・オンティベロス                  | オークランド・アスレチックス                        |
| 1987年   | 7月 | フロイド・ユーマンス                      | モントリオール・エクスポズ                            | フランク・バイオーラ                        | ミネソタ・ツインズ                                  |
| 1987年   | 8月 | ダグ・ドレイベック                        | ピッツバーグ・パイレーツ                              | マーク・ラングストン                        | シアトル・マリナーズ                                |
| 1987年   | 9月 | パスカル・ペレス (2)                      | モントリオール・エクスポズ                            | ドイル・アレクサンダー (2)                  | デトロイト・タイガース                              |
| 1988年   | 4月 | オーレル・ハーシュハイザー (3)            | ロサンゼルス・ドジャース                              | デーブ・スチュワート                        | オークランド・アスレチックス                        |
| 1988年   | 5月 | デビッド・コーン                          | ニューヨーク・メッツ                                  | フランク・バイオーラ (2)                    | ミネソタ・ツインズ                                  |
| 1988年   | 6月 | グレッグ・マダックス                      | シカゴ・カブス                                        | マーク・グビザ                              | カンザスシティ・ロイヤルズ                          |
| 1988年   | 7月 | ジョン・フランコ                          | シンシナティ・レッズ                                  | ロジャー・クレメンス (4)                    | ボストン・レッドソックス                            |
| 1988年   | 8月 | ダニー・ジャクソン                        | シンシナティ・レッズ                                  | マーク・ラングストン (2)                    | シアトル・マリナーズ                                |
| 1988年   | 9月 | オーレル・ハーシュハイザー (4)            | ロサンゼルス・ドジャース                              | ブルース・ハースト (2)                      | ボストン・レッドソックス                            |
| 1989年   | 4月 | マーク・デービス                          | サンディエゴ・パドレス                                | ジェフ・バラード (2)                        | ボルチモア・オリオールズ                            |
| 1989年   | 5月 | リック・ラッシェル (5)                    | サンフランシスコ・ジャイアンツ                        | チャック・フィンリー                        | カリフォルニア・エンゼルス                          |
| 1989年   | 6月 | マイク・スコット                          | ヒューストン・アストロズ                              | マーク・グビザ (2)                          | カンザスシティ・ロイヤルズ                          |
| 1989年   | 7月 | マーク・ラングストン (3)                  | モントリオール・エクスポズ                            | マイク・ムーア                              | オークランド・アスレチックス                        |
| 1989年   | 8月 | トム・ブラウニング                        | シンシナティ・レッズ                                  | ブレット・セイバーヘイゲン (3)              | カンザスシティ・ロイヤルズ                          |
| 1989年   | 9月 | ティム・ベルチャー                        | ロサンゼルス・ドジャース                              | ブレット・セイバーヘイゲン (4)              | カンザスシティ・ロイヤルズ                          |
| 1990年代 |     |                                           |                                                       |                                             |                                                     |
| 1990年   | 4月 | ジョン・テューダー (2)                    | セントルイス・カージナルス                            | デーブ・スチュワート (2)                    | オークランド・アスレチックス                        |
| 1990年   | 5月 | ジャック・アームストロング                | シンシナティ・レッズ                                  | ボビー・シグペン                            | シカゴ・ホワイトソックス                            |
| 1990年   | 6月 | ラモン・マルティネス                      | ロサンゼルス・ドジャース                              | ランディ・ジョンソン                        | シアトル・マリナーズ                                |
| 1990年   | 7月 | ダニー・ダーウィン ダグ・ドレイベック (2) | ヒューストン・アストロズ ピッツバーグ・パイレーツ     | チャック・フィンリー (2) ボビー・ウィット   | カリフォルニア・エンゼルス テキサス・レンジャーズ   |
| 1990年   | 8月 | ダグ・ドレイベック (3)                    | ピッツバーグ・パイレーツ                              | ロジャー・クレメンス (5)                    | ボストン・レッドソックス                            |
| 1990年   | 9月 | ドワイト・グッデン (4)                    | ニューヨーク・メッツ                                  | デーブ・スチュワート (3)                    | オークランド・アスレチックス                        |
| 1991年   | 4月 | リー・スミス                              | セントルイス・カージナルス                            | ロジャー・クレメンス (6)                    | ボストン・レッドソックス                            |
| 1991年   | 5月 | トム・グラビン                            | アトランタ・ブレーブス                                | スコット・エリクソン                        | ミネソタ・ツインズ                                  |
| 1991年   | 6月 | ロブ・ディブル                            | シンシナティ・レッズ                                  | ジャック・モリス (4)                        | ミネソタ・ツインズ                                  |
| 1991年   | 7月 | デニス・マルティネス (2)                  | モントリオール・エクスポズ                            | ビル・クルーガー                            | シアトル・マリナーズ                                |
| 1991年   | 8月 | ミッチ・ウィリアムス                      | フィラデルフィア・フィリーズ                          | ケビン・タパーニ                            | ミネソタ・ツインズ                                  |
| 1991年   | 9月 | クリス・ナブホルツ                        | モントリオール・エクスポズ                            | ロジャー・クレメンス (7)                    | ボストン・レッドソックス                            |
| 1992年   | 4月 | ビル・スウィフト                          | サンフランシスコ・ジャイアンツ                        | ビル・クルーガー (2)                        | ミネソタ・ツインズ                                  |
| 1992年   | 5月 | マイク・モーガン                          | シカゴ・カブス                                        | ロジャー・クレメンス (8)                    | ボストン・レッドソックス                            |
| 1992年   | 6月 | ランディ・トムリン                        | ピッツバーグ・パイレーツ                              | ジョン・スマイリー                          | ミネソタ・ツインズ                                  |
| 1992年   | 7月 | トム・グラビン (2)                        | アトランタ・ブレーブス                                | ケビン・エイピアー                          | カンザスシティ・ロイヤルズ                          |
| 1992年   | 8月 | デニス・マルティネス (3)                  | モントリオール・エクスポズ                            | ロジャー・クレメンス (9)                    | ボストン・レッドソックス                            |
| 1992年   | 9月 | ホセ・リーホ                              | シンシナティ・レッズ                                  | カル・エルドレッド                          | ミルウォーキー・ブルワーズ                          |
| 1993年   | 4月 | ケン・ヒル                                | モントリオール・エクスポズ                            | ジミー・キー                                | ニューヨーク・ヤンキース                            |
| 1993年   | 5月 | トミー・グリーン                          | フィラデルフィア・フィリーズ                          | ダニー・ダーウィン (2)                      | ボストン・レッドソックス                            |
| 1993年   | 6月 | ダリル・カイル クリス・ハモンド           | ヒューストン・アストロズ フロリダ・マーリンズ         | リック・アギレラ                            | ミネソタ・ツインズ                                  |
| 1993年   | 7月 | ビル・スウィフト (2)                      | サンフランシスコ・ジャイアンツ                        | フェルナンド・バレンズエラ (4)              | ボルチモア・オリオールズ                            |
| 1993年   | 8月 | グレッグ・マダックス (2)                  | アトランタ・ブレーブス                                | ビル・ガリクソン (2)                        | デトロイト・タイガース                              |
| 1993年   | 9月 | ジョン・ウェッテランド                    | モントリオール・エクスポズ                            | ウィルソン・アルバレス                      | シカゴ・ホワイトソックス                            |
| 1994年   | 4月 | ボブ・テュークスベリー                    | セントルイス・カージナルス                            | ベン・マクドナルド                          | ボルチモア・オリオールズ                            |
| 1994年   | 5月 | ダグ・ドレイベック (4)                    | ヒューストン・アストロズ                              | デビッド・コーン (2)                        | カンザスシティ・ロイヤルズ                          |
| 1994年   | 6月 | ロベルト・ムニョス                        | フィラデルフィア・フィリーズ                          | カル・エルドレッド (2)                      | ミルウォーキー・ブルワーズ                          |
| 1994年   | 7月 | ブレット・セイバーヘイゲン (5)            | ニューヨーク・メッツ                                  | アレックス・フェルナンデス                  | シカゴ・ホワイトソックス                            |
| 1994年   | 8月 | 232日間に及ぶ長期ストライキ               | 232日間に及ぶ長期ストライキ                           | 232日間に及ぶ長期ストライキ                 | 232日間に及ぶ長期ストライキ                         |
| 1994年   | 9月 | 232日間に及ぶ長期ストライキ               | 232日間に及ぶ長期ストライキ                           | 232日間に及ぶ長期ストライキ                 | 232日間に及ぶ長期ストライキ                         |
| 1995年   | 4月 | 232日間に及ぶ長期ストライキ               | 232日間に及ぶ長期ストライキ                           | 232日間に及ぶ長期ストライキ                 | 232日間に及ぶ長期ストライキ                         |
| 1995年   | 5月 | ヒースクリフ・スローカム                  | フィラデルフィア・フィリーズ                          | ケニー・ロジャース                          | テキサス・レンジャーズ                              |
| 1995年   | 6月 | 野茂英雄                                  | ロサンゼルス・ドジャース                              | ケビン・エイピアー (2)                      | カンザスシティ・ロイヤルズ                          |
| 1995年   | 7月 | グレッグ・マダックス (3)                  | アトランタ・ブレーブス                                | ティム・ウェイクフィールド                  | ボストン・レッドソックス                            |
| 1995年   | 8月 | シド・フェルナンデス (2)                  | フィラデルフィア・フィリーズ                          | エリック・ハンソン                          | ボストン・レッドソックス                            |
| 1995年   | 9月 | グレッグ・マダックス (4)                  | アトランタ・ブレーブス                                | ノーム・チャールトン                        | シアトル・マリナーズ                                |
| 1996年   | 4月 | ジョン・スモルツ                          | アトランタ・ブレーブス                                | フアン・グーズマン                          | トロント・ブルージェイズ                            |
| 1996年   | 5月 | ジョン・スモルツ (2)                      | アトランタ・ブレーブス                                | チャールズ・ナギー                          | クリーブランド・インディアンス                      |
| 1996年   | 6月 | ジェフ・ファセロ                          | モントリオール・エクスポズ                            | オーレル・ハーシュハイザー (5)              | クリーブランド・インディアンス                      |
| 1996年   | 7月 | ジェフ・ファセロ (2)                      | モントリオール・エクスポズ                            | パット・ヘントゲン                          | トロント・ブルージェイズ                            |
| 1996年   | 8月 | ケビン・ブラウン                          | フロリダ・マーリンズ                                  | パット・ヘントゲン (2)                      | トロント・ブルージェイズ                            |
| 1996年   | 9月 | 野茂英雄 (2)                              | ロサンゼルス・ドジャース                              | チャールズ・ナギー (2)                      | クリーブランド・インディアンス                      |
| 1997年   | 4月 | トム・グラビン (3)                        | アトランタ・ブレーブス                                | アンディ・ペティット                        | ニューヨーク・ヤンキース                            |
| 1997年   | 5月 | ボビー・ジョーンズ                        | ニューヨーク・メッツ                                  | ロジャー・クレメンス (10)                   | トロント・ブルージェイズ                            |
| 1997年   | 6月 | ケント・マーカー                          | シンシナティ・レッズ                                  | ランディ・ジョンソン (2)                    | シアトル・マリナーズ                                |
| 1997年   | 7月 | ダリル・カイル (2)                        | ヒューストン・アストロズ                              | チャック・フィンリー (3) ブラッド・ラドキー | アナハイム・エンゼルス ミネソタ・ツインズ           |
| 1997年   | 8月 | ペドロ・マルティネス                      | モントリオール・エクスポズ                            | ロジャー・クレメンス (11)                   | トロント・ブルージェイズ                            |
| 1997年   | 9月 | ジェフ・ショウ                            | シンシナティ・レッズ                                  | ジェフ・ファセロ (3)                        | シアトル・マリナーズ                                |
| 1998年   | 4月 | トム・グラビン (4)                        | アトランタ・ブレーブス                                | チャック・フィンリー (4)                    | アナハイム・エンゼルス                              |
| 1998年   | 5月 | オーレル・ハーシュハイザー (6)            | サンフランシスコ・ジャイアンツ                        | 伊良部秀輝                                  | ニューヨーク・ヤンキース                            |
| 1998年   | 6月 | グレッグ・マダックス (5)                  | アトランタ・ブレーブス                                | バートロ・コローン                          | クリーブランド・インディアンス                      |
| 1998年   | 7月 | 朴賛浩                                    | ロサンゼルス・ドジャース                              | デビッド・コーン (3)                        | ニューヨーク・ヤンキース                            |
| 1998年   | 8月 | ランディ・ジョンソン (3)                  | ヒューストン・アストロズ                              | ロジャー・クレメンス (12)                   | トロント・ブルージェイズ                            |
| 1998年   | 9月 | ランディ・ジョンソン (4)                  | ヒューストン・アストロズ                              | リック・ヘリング                            | テキサス・レンジャーズ                              |
| 1999年   | 4月 | ジョン・スモルツ (3)                      | アトランタ・ブレーブス                                | ペドロ・マルティネス (2)                    | ボストン・レッドソックス                            |
| 1999年   | 5月 | カート・シリング                          | フィラデルフィア・フィリーズ                          | ペドロ・マルティネス (3)                    | ボストン・レッドソックス                            |
| 1999年   | 6月 | アル・ライター                            | ニューヨーク・メッツ                                  | ペドロ・マルティネス (4)                    | ボストン・レッドソックス                            |
| 1999年   | 7月 | ランディ・ジョンソン (5)                  | アリゾナ・ダイヤモンドバックス                        | 伊良部秀輝 (2)                              | ニューヨーク・ヤンキース                            |
| 1999年   | 8月 | グレッグ・マダックス (6)                  | アトランタ・ブレーブス                                | マリアノ・リベラ                            | ニューヨーク・ヤンキース                            |
| 1999年   | 9月 | デニー・ネーグル                          | アトランタ・ブレーブス                                | ペドロ・マルティネス (5)                    | ボストン・レッドソックス                            |
| 2000年代 |     |                                           |                                                       |                                             |                                                     |
| 2000年   | 4月 | ランディ・ジョンソン (6)                  | アリゾナ・ダイヤモンドバックス                        | ペドロ・マルティネス (6)                    | ボストン・レッドソックス                            |
| 2000年   | 5月 | ギャレット・スティーブンソン              | セントルイス・カージナルス                            | ジェームズ・ボールドウィン                  | シカゴ・ホワイトソックス                            |
| 2000年   | 6月 | アル・ライター (2)                        | ニューヨーク・メッツ                                  | カル・エルドレッド (3)                      | シカゴ・ホワイトソックス                            |
| 2000年   | 7月 | ジェフ・ダミーコ                          | ミルウォーキー・ブルワーズ                            | ロジャー・クレメンス (13)                   | ニューヨーク・ヤンキース                            |
| 2000年   | 8月 | ラス・オルティス                          | サンフランシスコ・ジャイアンツ                        | スティーブ・スパークス                      | デトロイト・タイガース                              |
| 2000年   | 9月 | グレッグ・マダックス (7)                  | アトランタ・ブレーブス                                | ティム・ハドソン                            | オークランド・アスレチックス                        |
| 2001年   | 4月 | ウェイド・ミラー                          | ヒューストン・アストロズ                              | ブラッド・ラドキー (2)                      | ミネソタ・ツインズ                                  |
| 2001年   | 5月 | カート・シリング (2)                      | アリゾナ・ダイヤモンドバックス                        | ペドロ・マルティネス (7)                    | ボストン・レッドソックス                            |
| 2001年   | 6月 | グレッグ・マダックス (8)                  | アトランタ・ブレーブス                                | ロジャー・クレメンス (14)                   | ニューヨーク・ヤンキース                            |
| 2001年   | 7月 | グレッグ・マダックス (9)                  | アトランタ・ブレーブス                                | マーク・マルダー                            | オークランド・アスレチックス                        |
| 2001年   | 8月 | ハビアー・バスケス                        | モントリオール・エクスポズ                            | バリー・ジト                                | オークランド・アスレチックス                        |
| 2001年   | 9月 | ウッディ・ウィリアムズ                    | セントルイス・カージナルス                            | バリー・ジト (2)                            | オークランド・アスレチックス                        |
| 2002年   | 4月 | ランディ・ジョンソン (7)                  | アリゾナ・ダイヤモンドバックス                        | デレク・ロウ                                | ボストン・レッドソックス                            |
| 2002年   | 5月 | カート・シリング (3)                      | アリゾナ・ダイヤモンドバックス                        | バートロ・コローン (2)                      | クリーブランド・インディアンス                      |
| 2002年   | 6月 | エリック・ガニエ                          | ロサンゼルス・ドジャース                              | マーク・マルダー (2)                        | オークランド・アスレチックス                        |
| 2002年   | 7月 | カート・シリング (4)                      | アリゾナ・ダイヤモンドバックス                        | ペドロ・マルティネス (8)                    | ボストン・レッドソックス                            |
| 2002年   | 8月 | ロイ・オズワルト                          | ヒューストン・アストロズ                              | コリー・ライドル                            | オークランド・アスレチックス                        |
| 2002年   | 9月 | ランディ・ジョンソン (8)                  | アリゾナ・ダイヤモンドバックス                        | アンディ・ペティット (2)                    | ニューヨーク・ヤンキース                            |
| 2003年   | 4月 | ショーン・チャコーン                      | コロラド・ロッキーズ                                  | エステバン・ロアイザ                        | シカゴ・ホワイトソックス                            |
| 2003年   | 5月 | ケビン・ブラウン (2)                      | ロサンゼルス・ドジャース                              | ロイ・ハラデイ                              | トロント・ブルージェイズ                            |
| 2003年   | 6月 | ドントレル・ウィリス                      | フロリダ・マーリンズ                                  | フレディ・ガルシア                          | シアトル・マリナーズ                                |
| 2003年   | 7月 | リバン・ヘルナンデス                      | モントリオール・エクスポズ                            | ホセ・リマ                                  | カンザスシティ・ロイヤルズ                          |
| 2003年   | 8月 | マーク・プライアー                        | シカゴ・カブス                                        | ヨハン・サンタナ                            | ミネソタ・ツインズ                                  |
| 2003年   | 9月 | マーク・プライアー (2)                    | シカゴ・カブス                                        | ロイ・ハラデイ (2)                          | トロント・ブルージェイズ                            |
| 2004年   | 4月 | ロジャー・クレメンス (15)                 | ヒューストン・アストロズ                              | ケビン・ブラウン (3)                        | ニューヨーク・ヤンキース                            |
| 2004年   | 5月 | ジェイソン・シュミット                    | サンフランシスコ・ジャイアンツ                        | マーク・バーリー                            | シカゴ・ホワイトソックス                            |
| 2004年   | 6月 | カール・パバーノ                          | フロリダ・マーリンズ                                  | マーク・マルダー (3)                        | オークランド・アスレチックス                        |
| 2004年   | 7月 | ラス・オルティス (2)                      | アトランタ・ブレーブス                                | ヨハン・サンタナ (2)                        | ミネソタ・ツインズ                                  |
| 2004年   | 8月 | ジェイク・ピービー                        | サンディエゴ・パドレス                                | ヨハン・サンタナ (3)                        | ミネソタ・ツインズ                                  |
| 2004年   | 9月 | カルロス・ザンブラーノ                    | シカゴ・カブス                                        | ヨハン・サンタナ (4)                        | ミネソタ・ツインズ                                  |
| 2005年   | 4月 | ドントレル・ウィリス (2)                  | フロリダ・マーリンズ                                  | ジョン・ガーランド                          | シカゴ・ホワイトソックス                            |
| 2005年   | 5月 | トレバー・ホフマン                        | サンディエゴ・パドレス                                | ケニー・ロジャース (2)                      | テキサス・レンジャーズ                              |
| 2005年   | 6月 | チャド・コルデロ                          | ワシントン・ナショナルズ                              | マーク・バーリー (2)                        | シカゴ・ホワイトソックス                            |
| 2005年   | 7月 | アンディ・ペティット (3)                  | ヒューストン・アストロズ                              | バリー・ジト (3)                            | オークランド・アスレチックス                        |
| 2005年   | 8月 | ノア・ロウリー                            | サンフランシスコ・ジャイアンツ                        | バートロ・コローン (3)                      | ロサンゼルス・エンゼルス ・オブ・アナハイム         |
| 2005年   | 9月 | アンディ・ペティット (4)                  | ヒューストン・アストロズ                              | ホセ・コントレラス                          | シカゴ・ホワイトソックス                            |
| 2006年   | 4月 | グレッグ・マダックス (10)                 | シカゴ・カブス                                        | ホセ・コントレラス (2)                      | シカゴ・ホワイトソックス                            |
| 2006年   | 5月 | ジェイソン・シュミット (2)                | サンフランシスコ・ジャイアンツ                        | C.C.サバシア                                | クリーブランド・インディアンス                      |
| 2006年   | 6月 | クリス・ヤング                            | サンディエゴ・パドレス                                | ヨハン・サンタナ (5)                        | ミネソタ・ツインズ                                  |
| 2006年   | 7月 | カルロス・ザンブラーノ (2)                | シカゴ・カブス                                        | ジョン・ラッキー                            | ロサンゼルス・エンゼルス ・オブ・アナハイム         |
| 2006年   | 8月 | デレク・ロウ (2)                          | ロサンゼルス・ドジャース                              | エステバン・ロアイザ (2)                    | オークランド・アスレチックス                        |
| 2006年   | 9月 | ロイ・オズワルト (2)                      | ヒューストン・アストロズ                              | ヨハン・サンタナ (6)                        | ミネソタ・ツインズ                                  |
| 2007年   | 4月 | ジョン・メイン                            | ニューヨーク・メッツ                                  | ロイ・ハラデイ (3)                          | トロント・ブルージェイズ                            |
| 2007年   | 5月 | ジェイク・ピービー (2)                    | サンディエゴ・パドレス                                | ダン・ヘイレン                              | オークランド・アスレチックス                        |
| 2007年   | 6月 | ベン・シーツ                              | ミルウォーキー・ブルワーズ                            | J・J・プッツ                                | シアトル・マリナーズ                                |
| 2007年   | 7月 | カルロス・ザンブラーノ (3)                | シカゴ・カブス                                        | エリック・ベダード                          | ボルチモア・オリオールズ                            |
| 2007年   | 8月 | ジェイク・ピービー (3)                    | サンディエゴ・パドレス                                | アンディ・ペティット (5)                    | ニューヨーク・ヤンキース                            |
| 2007年   | 9月 | ジェイク・ピービー (4)                    | サンディエゴ・パドレス                                | ファウスト・カーモナ                        | クリーブランド・インディアンス                      |
| 2008年   | 4月 | ブランドン・ウェブ                        | アリゾナ・ダイヤモンドバックス                        | クリフ・リー                                | クリーブランド・インディアンス                      |
| 2008年   | 5月 | トッド・ウェルマイヤー                    | セントルイス・カージナルス                            | スコット・カズミアー                        | タンパベイ・レイズ                                  |
| 2008年   | 6月 | ダン・ヘイレン (2)                        | アリゾナ・ダイヤモンドバックス                        | ジョン・ラッキー (2)                        | ロサンゼルス・エンゼルス                            |
| 2008年   | 7月 | C.C.サバシア (2)                          | ミルウォーキー・ブルワーズ                            | ジョン・レスター                            | ボストン・レッドソックス                            |
| 2008年   | 8月 | C.C.サバシア (3)                          | ミルウォーキー・ブルワーズ                            | クリフ・リー (2)                            | クリーブランド・インディアンス                      |
| 2008年   | 9月 | ヨハン・サンタナ (7)                      | ニューヨーク・メッツ                                  | ジョン・レスター (2)                        | ボストン・レッドソックス                            |
| 2009年   | 4月 | ヨハン・サンタナ (8)                      | ニューヨーク・メッツ                                  | ザック・グレインキー                        | カンザスシティ・ロイヤルズ                          |
| 2009年   | 5月 | トレバー・ホフマン (2)                    | ミルウォーキー・ブルワーズ                            | ジャスティン・バーランダー                  | デトロイト・タイガース                              |
| 2009年   | 6月 | ティム・リンスカム                        | サンフランシスコ・ジャイアンツ                        | フェリックス・ヘルナンデス                  | シアトル・マリナーズ                                |
| 2009年   | 7月 | ワンディ・ロドリゲス                      | ヒューストン・アストロズ                              | ジャロッド・ウォッシュバーン                | シアトル・マリナーズ                                |
| 2009年   | 8月 | クリス・カーペンター                      | セントルイス・カージナルス                            | C.C.サバシア (4)                            | ニューヨーク・ヤンキース                            |
| 2009年   | 9月 | ジェイアー・ジャージェンス                | アトランタ・ブレーブス                                | フェリックス・ヘルナンデス (2)              | シアトル・マリナーズ                                |
| 2010年代 |     |                                           |                                                       |                                             |                                                     |
| 2010年   | 4月 | ウバルド・ヒメネス                        | コロラド・ロッキーズ                                  | フランシスコ・リリアーノ                    | ミネソタ・ツインズ                                  |
| 2010年   | 5月 | ウバルド・ヒメネス (2)                    | コロラド・ロッキーズ                                  | ジョン・レスター (3)                        | ボストン・レッドソックス                            |
| 2010年   | 6月 | ジョシュ・ジョンソン                      | フロリダ・マーリンズ                                  | クリフ・リー (3)                            | シアトル・マリナーズ                                |
| 2010年   | 7月 | ロイ・ハラデイ (4)                        | フィラデルフィア・フィリーズ                          | ガビン・フロイド                            | シカゴ・ホワイトソックス                            |
| 2010年   | 8月 | ティム・ハドソン (2)                      | アトランタ・ブレーブス                                | クレイ・バックホルツ                        | ボストン・レッドソックス                            |
| 2010年   | 9月 | デレク・ロウ (3)                          | アトランタ・ブレーブス                                | デビッド・プライス                          | タンパベイ・レイズ                                  |
| 2011年   | 4月 | ジョシュ・ジョンソン(2)                   | フロリダ・マーリンズ                                  | ジェレッド・ウィーバー (2)                  | ロサンゼルス・エンゼルス                            |
| 2011年   | 5月 | ジェイアー・ジャージェンス (2)            | アトランタ・ブレーブス                                | ジェレミー・ヘリクソン                      | タンパベイ・レイズ                                  |
| 2011年   | 6月 | クリフ・リー (4)                          | フィラデルフィア・フィリーズ                          | ジャスティン・バーランダー (2)              | デトロイト・タイガース                              |
| 2011年   | 7月 | クレイトン・カーショウ                    | ロサンゼルス・ドジャース                              | CC・サバシア                                | ニューヨーク・ヤンキース                            |
| 2011年   | 8月 | クリフ・リー (5)                          | フィラデルフィア・フィリーズ                          | リッキー・ロメロ                            | トロント・ブルージェイズ                            |
| 2011年   | 9月 | ハビアー・バスケス                        | フロリダ・マーリンズ                                  | ダグ・フィスター                            | デトロイト・タイガース                              |
| 2012年   | 4月 | スティーブン・ストラスバーグ              | ワシントン・ナショナルズ                              | ジェイク・ピービー                          | シカゴ・ホワイトソックス                            |
| 2012年   | 5月 | ジオ・ゴンザレス                          | ワシントン・ナショナルズ                              | クリス・セール                              | シカゴ・ホワイトソックス                            |
| 2012年   | 6月 | R・A・ディッキー                          | ニューヨーク・メッツ                                  | マット・ハリソン                            | テキサス・レンジャーズ                              |
| 2012年   | 7月 | ジョーダン・ジマーマン                    | ワシントン・ナショナルズ                              | ジェイソン・バルガス                        | シアトル・マリナーズ                                |
| 2012年   | 8月 | クリス・メドレン                          | アトランタ・ブレーブス                                | フェリックス・ヘルナンデス (3)              | シアトル・マリナーズ                                |
| 2012年   | 9月 | クリス・メドレン (2)                      | アトランタ・ブレーブス                                | ジャスティン・バーランダー (3)              | デトロイト・タイガース                              |
| 2013年   | 4月 | マット・ハービー                          | ニューヨーク・メッツ                                  | クレイ・バックホルツ (2)                    | ボストン・レッドソックス                            |
| 2013年   | 5月 | パトリック・コービン                      | アリゾナ・ダイヤモンドバックス                        | ジェイソン・バルガス (2)                    | ロサンゼルス・エンゼルス                            |
| 2013年   | 6月 | アダム・ウェインライト                    | セントルイス・カージナルス                            | バートロ・コローン (4)                      | オークランド・アスレチックス                        |
| 2013年   | 7月 | クレイトン・カーショウ (2)                | ロサンゼルス・ドジャース                              | クリストファー・アーチャー                  | タンパベイ・レイズ                                  |
| 2013年   | 8月 | ザック・グレインキー (2)                  | ロサンゼルス・ドジャース                              | イバン・ノバ                                | ニューヨーク・ヤンキース                            |
| 2013年   | 9月 | クリス・メドレン (3)                      | アトランタ・ブレーブス                                | ウバルド・ヒメネス (3)                      | クリーブランド・インディアンス                      |
| 2014年   | 4月 | ホセ・フェルナンデス                      | マイアミ・マーリンズ                                  | ソニー・グレイ                              | オークランド・アスレチックス                        |
| 2014年   | 5月 | マディソン・バンガーナー                  | サンフランシスコ・ジャイアンツ                        | 田中将大                                    | ニューヨーク・ヤンキース                            |
| 2014年   | 6月 | クレイトン・カーショウ (3)                | ロサンゼルス・ドジャース                              | フェリックス・ヘルナンデス (4)              | シアトル・マリナーズ                                |
| 2014年   | 7月 | クレイトン・カーショウ (4)                | ロサンゼルス・ドジャース                              | ソニー・グレイ (2)                          | オークランド・アスレチックス                        |
| 2014年   | 8月 | マディソン・バンガーナー (2)              | サンフランシスコ・ジャイアンツ                        | マット・シューメーカー                      | ロサンゼルス・エンゼルス                            |
| 2014年   | 9月 | アダム・ウェインライト (2)                | セントルイス・カージナルス                            | コーリー・クルーバー                        | クリーブランド・インディアンス                      |
| 2015年   | 4月 | ゲリット・コール                          | ピッツバーグ・パイレーツ                              | ダラス・カイケル                            | ヒューストン・アストロズ                            |
| 2015年   | 5月 | マックス・シャーザー                      | ワシントン・ナショナルズ                              | ダラス・カイケル (2)                        | ヒューストン・アストロズ                            |
| 2015年   | 6月 | マックス・シャーザー (2)                  | ワシントン・ナショナルズ                              | クリス・セール (2)                          | シカゴ・ホワイトソックス                            |
| 2015年   | 7月 | クレイトン・カーショウ (5)                | ロサンゼルス・ドジャース                              | スコット・カズミアー (2)                    | アスレチックス/アストロズ                           |
| 2015年   | 8月 | ジェイク・アリエータ                      | シカゴ・カブス                                        | ダラス・カイケル (3)                        | ヒューストン・アストロズ                            |
| 2015年   | 9月 | ジェイク・アリエータ (2)                  | シカゴ・カブス                                        | コディ・アンダーソン                        | クリーブランド・インディアンス                      |
| 2016年   | 4月 | ジェイク・アリエータ (3)                  | シカゴ・カブス                                        | ジョーダン・ジマーマン (2)                  | デトロイト・タイガース                              |
| 2016年   | 5月 | クレイトン・カーショウ (6)                | ロサンゼルス・ドジャース                              | リッチ・ヒル                                | オークランド・アスレチックス                        |
| 2016年   | 6月 | ジョン・レスター (4)                      | シカゴ・カブス                                        | ダニー・サラザー                            | クリーブランド・インディアンス                      |
| 2016年   | 7月 | スティーブン・ストラスバーグ (2)          | ワシントン・ナショナルズ                              | ジャスティン・バーランダー (4)              | デトロイト・タイガース                              |
| 2016年   | 8月 | カイル・ヘンドリックス                    | シカゴ・カブス                                        | コーリー・クルーバー (2)                    | クリーブランド・インディアンス                      |
| 2016年   | 9月 | ジョン・レスター (5)                      | シカゴ・カブス                                        | リック・ポーセロ                            | ボストン・レッドソックス                            |
| 2017年   | 4月 | イバン・ノバ (2)                          | ピッツバーグ・パイレーツ                              | ダラス・カイケル (4)                        | ヒューストン・アストロズ                            |
| 2017年   | 5月 | アレックス・ウッド                        | ロサンゼルス・ドジャース                              | ランス・マッカラーズ・ジュニア              | ヒューストン・アストロズ                            |
| 2017年   | 6月 | マックス・シャーザー (3)                  | ワシントン・ナショナルズ                              | コーリー・クルーバー (3)                    | クリーブランド・インディアンス                      |
| 2017年   | 7月 | リッチ・ヒル (2)                          | ロサンゼルス・ドジャース                              | ジェームズ・パクストン                      | シアトル・マリナーズ                                |
| 2017年   | 8月 | ジェイク・アリエータ (4)                  | シカゴ・カブス                                        | コーリー・クルーバー (4)                    | クリーブランド・インディアンス                      |
| 2017年   | 9月 | スティーブン・ストラスバーグ (3)          | ワシントン・ナショナルズ                              | コーリー・クルーバー (5)                    | クリーブランド・インディアンス                      |
| 2018年   | 4月 | マックス・シャーザー(4)                   | ワシントン・ナショナルズ                              | ショーン・マネイア                          | オークランド・アスレチックス                        |
| 2018年   | 5月 | マックス・シャーザー(5)                   | ワシントン・ナショナルズ                              | ジャスティン・バーランダー(5)               | ヒューストン・アストロズ                            |
| 2018年   | 6月 | ジョン・レスター(6)                       | シカゴ・カブス                                        | クリス・セール (3)                          | ボストン・レッドソックス                            |
| 2018年   | 7月 | ザック・グレインキー(3)                   | アリゾナ・ダイヤモンドバックス                        | クリス・セール(4)                           | ボストン・レッドソックス                            |
| 2018年   | 8月 | コール・ハメルズ                          | シカゴ・カブス                                        | ブレイク・スネル                            | タンパベイ・レイズ                                  |
| 2018年   | 9月 | ヘルマン・マルケス                        | コロラド・ロッキーズ                                  | ブレイク・スネル (2)                        | タンパベイ・レイズ                                  |
| 2019年   | 4月 | ルイス・カスティーヨ                      | シンシナティ・レッズ                                  | タイラー・グラスノー                        | タンパベイ・レイズ                                  |
| 2019年   | 5月 | 柳賢振                                    | ロサンゼルス・ドジャース                              | ルーカス・ジオリト                          | シカゴ・ホワイトソックス                            |
| 2019年   | 6月 | マックス・シャーザー (6)                  | ワシントン・ナショナルズ                              | ゲリット・コール (2)                        | ヒューストン・アストロズ                            |
| 2019年   | 7月 | スティーブン・ストラスバーグ (4)          | ワシントン・ナショナルズ                              | ゲリット・コール (3)                        | ヒューストン・アストロズ                            |
| 2019年   | 8月 | ジャック・フラハーティ                    | セントルイス・カージナルス                            | マイク・クレビンジャー                      | クリーブランド・インディアンス                      |
| 2019年   | 9月 | ジャック・フラハーティ (2)                | セントルイス・カージナルス                            | ゲリット・コール (4)                        | ヒューストン・アストロズ                            |
| 2020年代 |     |                                           |                                                       |                                             |                                                     |
| 2020年   | 8月 | ダルビッシュ有                            | シカゴ・カブス                                        | シェーン・ビーバー                          | クリーブランド・インディアンス                      |
| 2020年   | 9月 | トレバー・バウアー                        | シンシナティ・レッズ                                  | クリス・バシット                            | オークランド・アスレチックス                        |
| 2021年   | 4月 | ジェイコブ・デグロム                      | ニューヨーク・メッツ                                  | ゲリット・コール (5)                        | ニューヨーク・ヤンキース                            |
| 2021年   | 5月 | ケビン・ゴーズマン                        | サンフランシスコ・ジャイアンツ                        | リッチ・ヒル (3)                            | タンパベイ・レイズ                                  |
| 2021年   | 6月 | ジェイコブ・デグロム (2)                  | ニューヨーク・メッツ                                  | ショーン・マネイア (2)                      | オークランド・アスレチックス                        |
| 2021年   | 7月 | ウォーカー・ビューラー                    | ロサンゼルス・ドジャース                              | ジェイムソン・タイヨン                      | ニューヨーク・ヤンキース                            |
| 2021年   | 8月 | アダム・ウェインライト (3)                | セントルイス・カージナルス                            | ロビー・レイ                                | トロント・ブルージェイズ                            |
| 2021年   | 9月 | マックス・フリード                        | アトランタ・ブレーブス                                | フランキー・モンタス                        | オークランド・アスレチックス                        |
| 2022年   | 4月 | パブロ・ロペス                            | マイアミ・マーリンズ                                  | ローガン・ギルバート                        | シアトル・マリナーズ                                |
| 2022年   | 5月 | ザック・ウィーラー                        | フィラデルフィア・フィリーズ                          | マーティン・ペレス                          | テキサス・レンジャーズ                              |
| 2022年   | 6月 | サンディ・アルカンタラ                    | マイアミ・マーリンズ                                  | ディラン・シース                            | シカゴ・ホワイトソックス                            |
| 2022年   | 7月 | メリル・ケリー                            | アリゾナ・ダイヤモンドバックス                        | ディラン・シース（2）                       | シカゴ・ホワイトソックス                            |
| 2022年   | 8月 | ザック・ガレン                            | アリゾナ・ダイヤモンドバックス                        | ドリュー・ラスムッセン                      | タンパベイ・レイズ                                  |
| 2022年   | 9月 | ダルビッシュ有（2）                       | サンディエゴ・パドレス                                | アレク・マノア                              | トロント・ブルージェイズ                            |
| 2023年   | 4月 | クレイトン・カーショウ (7)                | ロサンゼルス・ドジャース                              | ゲリット・コール（6）                       | ニューヨーク・ヤンキース                            |
| 2023年   | 5月 | マイケル・ワカ                            | サンディエゴ・パドレス                                | ネイサン・イオバルディ                      | テキサス・レンジャーズ                              |
| 2023年   | 6月 | ブレイク・スネル（3）                     | サンディエゴ・パドレス                                | ジェームズ・パクストン（2）                 | ボストン・レッドソックス                            |
| 2023年   | 7月 | コービン・バーンズ                        | ミルウォーキー・ブルワーズ                            | タイラー・グラスノー（2）                   | タンパベイ・レイズ                                  |
| 2023年   | 8月 | フレディ・ペラルタ                        | ミルウォーキー・ブルワーズ                            | コール・レイガンズ                          | カンザスシティ・ロイヤルズ                          |
| 2023年   | 9月 | ブレイク・スネル（4）                     | サンディエゴ・パドレス                                | タリック・スクーバル                        | デトロイト・タイガース                              |
| 2024年   | 4月 | レンジャー・スアレス                      | フィラデルフィア・フィリーズ                          | ホセ・ベリオス                              | トロント・ブルージェイズ                            |
| 2024年   | 5月 | クリス・セール (5)                        | アトランタ・ブレーブス                                | ルイス・ヒール                              | ニューヨーク・ヤンキース                            |
| 2024年   | 6月 | クリストファー・サンチェス                | フィラデルフィア・フィリーズ                          | ギャレット・クロシェ                        | シカゴ・ホワイトソックス                            |
| 2024年   | 7月 | ディラン・シース（3）                     | サンディエゴ・パドレス                                | タージ・ブラッドリー                        | タンパベイ・レイズ                                  |
| 2024年   | 8月 | ブレイク・スネル（5）                     | サンフランシスコ・ジャイアンツ                        | バウデン・フランシス                        | トロント・ブルージェイズ                            |
| 2024年   | 9月 | ニック・マルティネス                      | シンシナティ・レッズ                                  | コービン・バーンズ（2）                     | ボルチモア・オリオールズ                            |
| 2025年   | 4月 | 山本由伸                                  | ロサンゼルス・ドジャース                              | マックス・フリード (2)                      | ニューヨーク・ヤンキース                            |
| 2025年   | 5月 | ロビー・レイ（2）                         | サンフランシスコ・ジャイアンツ                        | クリス・ブビック                            | カンザスシティ・ロイヤルズ                          |
| 2025年   | 6月 | ザック・ウィーラー（2）                   | フィラデルフィア・フィリーズ                          | ハンター・ブラウン                          | ヒューストン・アストロズ                            |
| 2025年   | 7月 | ポール・スキーンズ                        | ピッツバーグ・パイレーツ                              | ネイサン・イオバルディ（2）                 | テキサス・レンジャーズ                              |
| 2025年   | 8月 |                                           |                                                       |                                             |                                                     |
| 2025年   | 9月 |                                           |                                                       |                                             |                                                     |